# Lutjewinkel
Lutjewinkel (52° 46′ N, 4° 53′ L) é uma cidade dos Países Baixos, na província de Holanda do Norte. Lutjewinkel pertence ao município de Niedorp, e está situada a 11 km, a norte de Heerhugowaard.
Em 2001, a cidade de Lutjewinkel tinha 431 habitantes. A área urbana da cidade é de 0.14 km², e tem 166 residências.
A área de Lutjewinkel, que também inclui as partes periféricas da cidade, bem como a zona rural circundante, tem uma população estimada em 520 habitantes.